# 1-茚满酮
1-茚滿酮是一種有機化合物，化學式為C6H4(CH2)2CO。它是兩種苯并環戊酮異構體中的一種，另一種是2-茚滿酮。它是一種無色固體。1-茚滿酮是茚滿醇脫氫酶的底物。

## 製備
1-茚滿酮通過茚滿或茚的氧化製備。也可由苯丙酸環合製得。